# Boneca sexual

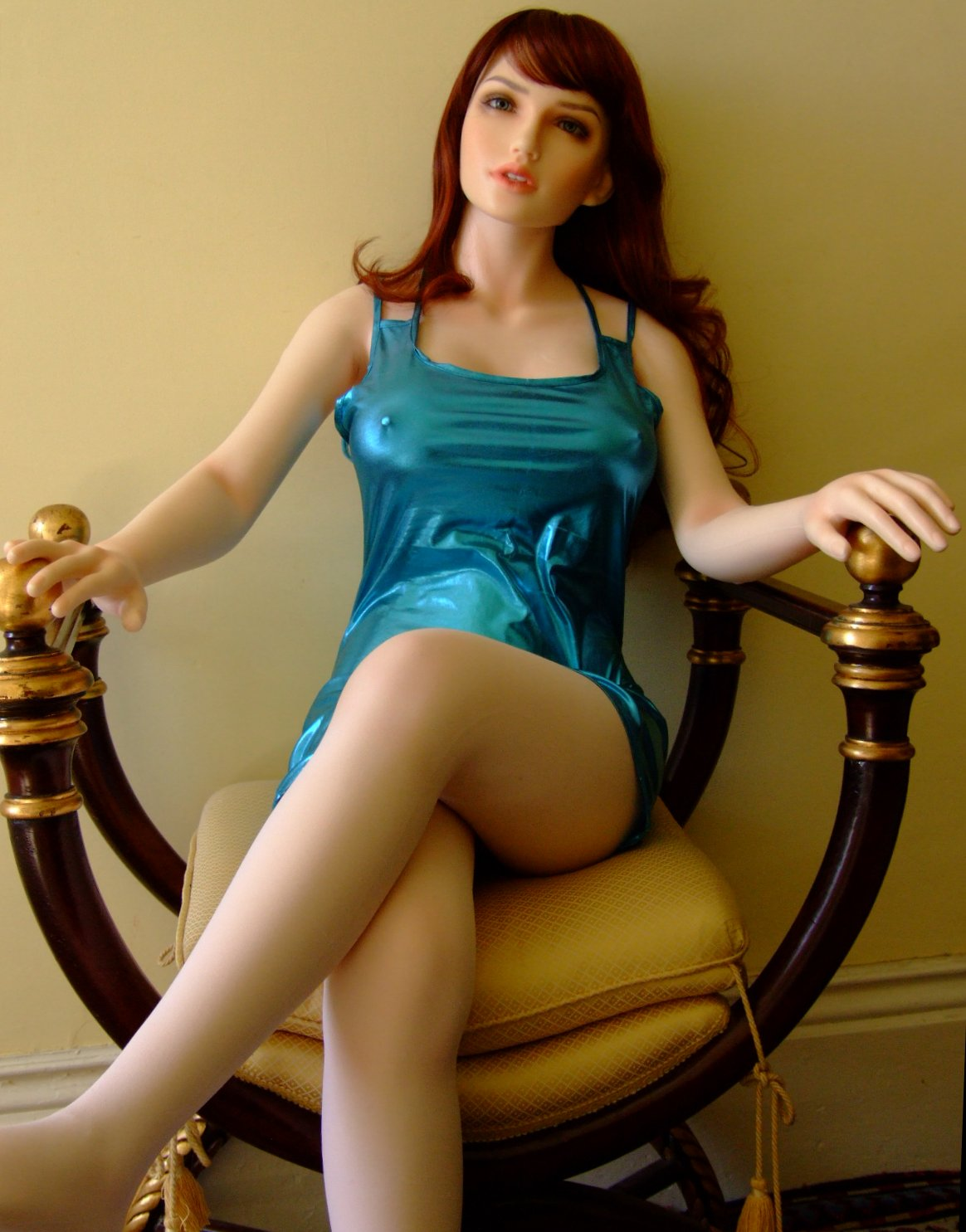
Uma das primeiras da geração moderna de bonecas sexuais realistas de silicone

Uma boneca sexual, também conhecida como boneca inflável ou boneca insuflável, é uma boneca em formato de mulher ou homem em tamanho real utilizada como instrumento sexual tanto por pessoas do sexo masculino quanto do sexo feminino. Muitas delas são feitas em Cyberskin (material semelhante a pele humana) ou borracha de vinil, e possuem (no caso de bonecas em formato de mulher) orifícios como boca, vagina e ânus, onde o homem pode penetrar o pênis como em uma relação sexual.
Bonecas infláveis apesar de não serem altamente comercializadas podem ser encomendadas ao gosto do cliente, que escolhe tons de pele — com grande proximidade a humana — cor dos olhos e tonalidade do cabelo, além de vir equipada com vibradores que simulam os genitais e a boca. Também, algumas bonecas vêm com bolsas para encher de água quente, para dar mais realismo para o ato, mas não obstante, já existem imitações de ânus e vaginas do tamanho de lanternas de mão, que também possuem um recipiente para a água quente, para uma sensação mais real.
Visto como bizarro para alguns, a boneca é um recurso para quem, pelos mais diversos motivos, não quer transar com outra pessoa ou para quem tem dificuldades em conseguir uma parceira ou parceiro.
Há também fetiches que incluem a boneca inflável, ou fantasias (literalmente falando) de bonecas infláveis, onde o parceiro ou parceira se veste de boneca inflável.

## Robôs sexuais
Em junho de 2006, Henrik Christensen da European Robotics Research Network disse ao Sunday Times do Reino Unido que "as pessoas farão sexo com robôs dentro de cinco anos".
Reagindo ao desenvolvimento contínuo de "robôs sexuais" ou "robôs sexuais", em setembro de 2015, Kathleen Richardson da Universidade De Montfort e Erik Billing da Universidade de Skövde criaram a Campanha Contra Robôs Sexuais, pedindo a proibição da criação de robôs sexuais antropomórficos. Eles argumentam que a introdução de tais dispositivos seria socialmente prejudicial e degradante para mulheres e crianças.